# Мятежная Луна: Дитя огня
«Мяте́жная Луна́. Часть пе́рвая: Дитя́ огня́» (англ. Rebel Moon — Part One: A Child of Fire) — американская эпическая космическая опера режиссёра Зака Снайдера, написавшего сценарий в соавторстве с Куртом Джонстадом и Шеем Хаттеном. Первая часть дилогии «Мятежная Луна». Главные роли исполнили София Бутелла, Джимон Хонсу, Эд Скрейн, Михил Хёйсман, Пэ Дуна, Рэй Фишер, Чарли Ханнэм и Энтони Хопкинс. Сюжет фильма разворачивается в галактике Праматерь, вооружённые силы которой — Империй — угрожают маленькой деревне на луне Вельд. Кора, бывший воин Империя, отправляется на поиски воинов, которые помогут отразить нападение врага.
15 декабря 2023 года «Мятежная Луна. Часть первая: Дитя огня» вышла в ограниченный прокат, а 22 декабря стала доступна для просмотра на стриминговом сервисе Netflix. Проект получил в основном отрицательные отзывы критиков. 19 апреля 2024 года вышло продолжение — «Мятежная Луна. Часть вторая: Оставляющая шрамы». 2 августа 2024 года вышла режиссёрская версия с рейтингом «R», получившая название «Мятежная Луна. Глава первая: Чаша крови».

## Сюжет
Аттикус Нобл, жестокий адмирал милитаристского Империя, прибывает в деревню на луне Вельд на окраине галактической империи Праматерь. Люди адмирала охотятся за группировкой мятежников во главе с Деврой Бладэкс и её братом Даррианом, а в данный момент он хочет купить у жителей деревни зерно. Староста деревни Синдри отказывается, ссылаясь на то, что им самим едва хватает на пропитание. Фермер Гуннар, игнорируя предупреждения Синдри и девушки Коры, заявляет, что жители смогут вырастить больше зерна. Нобл убивает Синдри и приказывает Гуннару за десять недель вырастить для войск зерно. Нобл улетает, оставляя в деревне нескольких своих людей и робота «Джимми». После издевательств со стороны солдата робот заводит дружбу с девушкой по имени Сэм и начинает сбоить. Вечером Кора спасает Сэм от изнасилования солдатами, убив их с помощью молодого воина Ариса, недовольного действиями товарищей, и Джимми. Кора предупреждает жителей деревни, что им нужна защита, поскольку Нобл по возвращении убьёт их.
Кора и Гуннар отправляются в портовый город, надеясь там найти воинов, которые помогут защитить деревню, в том числе опозоренного генерала Империя Тита. В пути девушка рассказывает Гуннару, что служила в Империи под именем Артелая после того, как её удочерил командир Балисарий, уничтоживший всё население её родной планеты. Артелая была назначена телохранителем принцессы Иссы, которая, согласно пророчеству, должна была положить конец завоеваниям Империя. Иссу и её родителей убили, а Балисарий объявил себя регентом.
По прибытии в город Кора и Гуннар встречают контрабандиста Кая, который соглашается отвезти их к Титу. Вместе они вербуют кузнеца Тарака и мечника-киборга Немезиду. По прибытии на гладиаторскую арену группа обнаруживает пьяного Тита. Тит поначалу отказывается идти с ними, но соглашается после того, как Кора предлагает ему отомстить за своих падших солдат. Поскольку Бладэксы уже покупали у Гуннара зерно, они встречаются с героями на планете Шараан. Дарриан соглашается защищать деревню и берёт с собой нескольких своих бойцов, в то время как Девра отказывается, считая, что одолеть дредноут Нобла невозможно. После их отлёта на Шараан прибывает Нобл, который уничтожает всё население планеты за содействие мятежникам.
Кай сообщает Коре, что её действия вдохновили его оставить жизнь контрабандиста, но перед этим нужно передать последний груз. Он привозит героев в незарегистрированный торговый порт, где находится боевой корабль Нобла, берёт их в плен и сдаёт адмиралу. Нобл узнаёт в Коре и Тите дезертиров, в Тараке — бывшего принца, а в Немезиде — убийцу шестнадцати офицеров Империя и их службы охраны; она хотела таким образом отомстить за убийство своих детей. Кай предлагает Гуннару убить Кору; тот отказывается, освобождает её и убивает Кая. Гуннар освобождает остальных воинов, и завязывается битва, в ходе которой гибнут Дарриан и Нобл (последний — от рук Коры). Вскоре Кора и Гуннар вместе с выжившими воинами возвращаются в деревню, пока за ними наблюдает Джимми.
Войска Праматери находят тело Нобла и воскрешают его. Перед этим адмирал оказывается в астрале и разговаривает с Балисарием, который отдаёт приказ подавить восстание и привести Кору к нему для казни.

## В ролях
| - София Бутелла — Кора / Артелая - Элизабет Мартинес — Кора в детстве - Джимон Хонсу — Тит - Эд Скрейн — Аттикус Нобл - Михил Хёйсман — Гуннар - Пэ Дуна — Немезида - Рэй Фишер — Дарриан Бладэкс - Чарли Ханнэм — Кай - Энтони Хопкинс — JC1435 / «Джимми» (озвучка) - Стаз Наир — Тарак - Фра Фи — Балисарий - Клеопатра Коулман — Девра Бладэкс - Стюарт Мартин — Ден - Ингвар Сигурдссон — Хаген - Альфонсо Эррера — Кассий | - Кэри Элвес — Король - Риан Риз — Королева - Элиз Даффи — Милий - Джена Мэлоун — Хармада - Скай Янг — Арис - Шарлотта Мэгги — Сэм - Кори Столл — Синдри - Стелла Грейс Фицджеральд — принцесса Исса - Грег Крик — Марк - Брэндон Оре — Фавн - Рэй Портер — Хикмен - Доминик Бёрджесс — Дэш Тиф - Тони Амендола — король Левитика - Дерек Мирс — Симеон |

## Производство

### Замысел
«Мятежная Луна» вдохновлена работами Акиры Куросавы, фильмами франшизы «Звёздные войны» и журналом Heavy Metal; дань уважения последнему отдана в логотипе. Идея проекта впервые пришла Заку Снайдеру во время учёбы в колледже, а в 1997 году он обсудил её с Куртом Джонстадом. «Где-то лет через пять мы начали разрабатывать персонажей, фабулу и боевые сцены. Начали тщательно продумывать все детали», — вспоминает Джонстад.
В 2012 году, вскоре после покупки компанией The Walt Disney Company студии Lucasfilm, Снайдер представил руководству последней свой проект как фильм во вселенной «Звёздных войн». Помимо этого, постановщик «пару раз» обсуждал свою идею — как в формате фильма, так и в виде компьютерной игры, — с компанией Warner Bros. Pictures. Одно время Снайдер и продюсер Эрик Ньюман разрабатывали проект как оригинальный сериал, пока в конечном счёте не представили его в виде киноленты стриминговому сервису Netflix. В связи с сомнениями главы Netflix Films  в успехе проекта из-за большого хронометража Снайдер решил разделить фильм на две части, не желая «терять весь его шарм».

### Подбор актёров
София Бутелла получила главную роль в ноябре 2021 года. В феврале 2022 года к проекту присоединились Чарли Ханнэм, Джимон Хонсу, Рэй Фишер, Джена Мэлоун, Стаз Наир, Пэ Дуна, Стюарт Мартин и Руперт Френд. Фишер узнал о проекте в 2019—2020 годах, когда Снайдер планировал снимать сериал, и заинтересовался им, узнав, что режиссёр работает над «кое-чем космическим». В апреле 2022 года актёрский состав пополнили Кэри Элвес, Кори Столл, Михил Хёйсман и Альфонсо Эррера. 16 мая в Сети появилась информация о том, что из-за конфликтов расписаний Френда в роли антагониста заменит Эд Скрейн и что в фильме также снимутся Клеопатра Коулман, Фра Фи и Риан Риз. 8 июня к актёрскому составу присоединился Энтони Хопкинс — он озвучил Джимми, эмпатичного боевого робота и бывшего защитника убитого короля.

### Съёмки
Съёмки начались 19 апреля 2022 года, и в тот же день Снайдер поделился первыми фотографиями с площадки в своём «Твиттере». Оператором стал он сам. Процесс продлился до 2 декабря. В целях получения налоговых льгот в размере $ 83 млн съёмочная группа в течение 152 дней работала в Калифорнии. Готовясь к съёмкам, Стюарт Мартин, Кэри Элвес, Риан Риз и Рэй Портер под запись читали сценарий; в картине они сыграли Дена, Короля, Королеву и Хикмена соответственно. Общий бюджет двух частей «Мятежной Луны» с учётом оплат труда калифорнийских рабочих составляет $ 166 млн.

### Завершение производства
20 августа 2023 года Netflix объявил подзаголовки обеих частей — «Дитя огня» и «Оставляющая шрамы». Два дня спустя Зак Снайдер представил тизер-трейлер дилогии на церемонии открытия выставки Gamescom.
За графику отвечал супервайзер Маркус Таормина и студии Industrial Light & Magic, Framestore, Luma Pictures, Mammal Studios, Rodeo FX, Scanline VFX и Wētā FX. Framestore разработала внешний вид существ бенну и Хармада.

## Музыкальное сопровождение
Музыку к «Дитя огня» написал Том Холкенборг. До этого он создал саундтреки к следующим режиссёрским работам Снайдера: «Человек из стали» (2013), «Бэтмен против Супермена: На заре справедливости» (2016; совместно с Хансом Циммером), «Лига справедливости Зака Снайдера» и «Армия мертвецов» (оба вышли в 2021); также Холкенборг отвечал за музыку к спродюсированному Снайдером фильму «300 спартанцев: Расцвет империи» (2014).

## Премьера

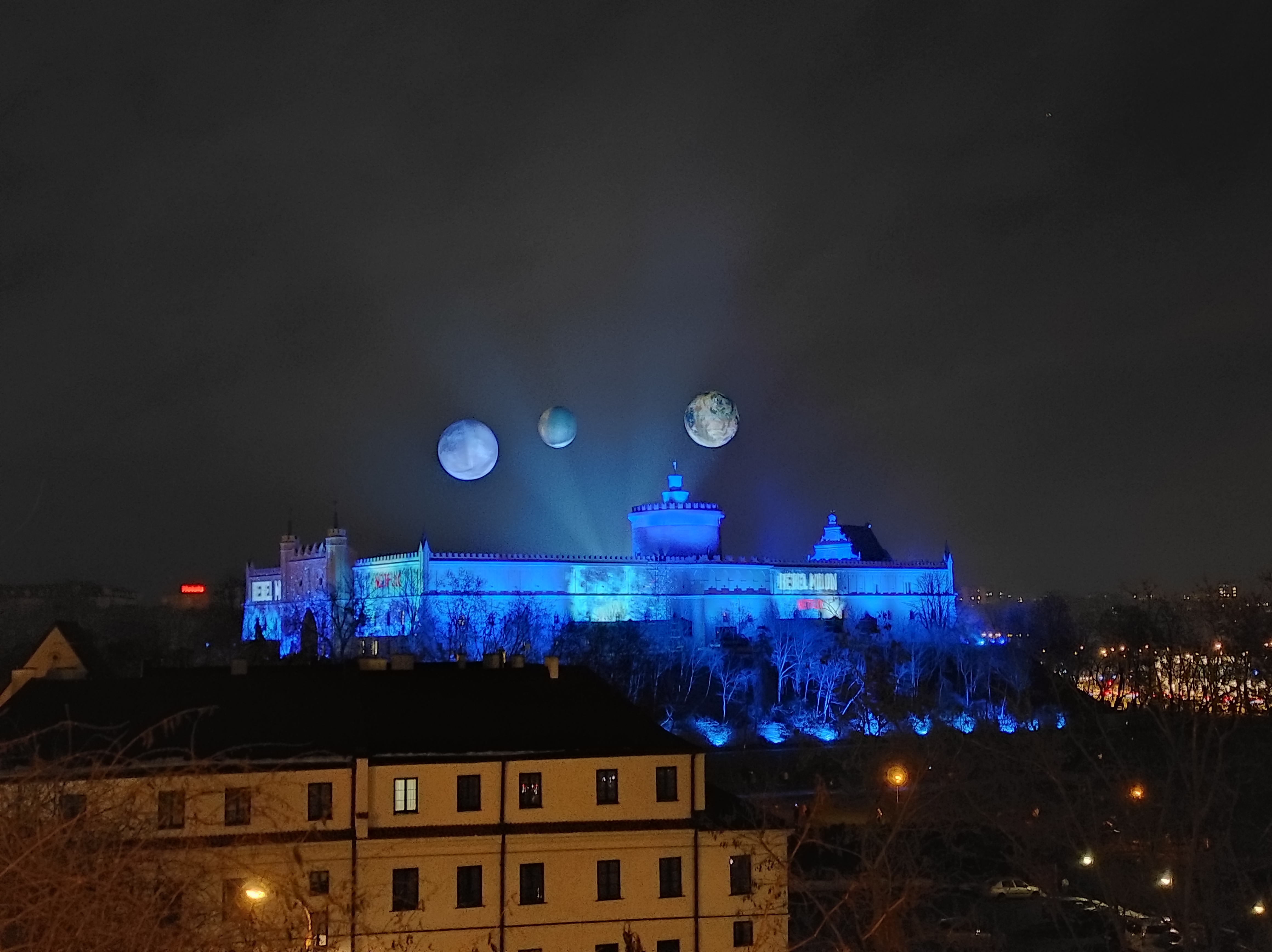
Реклама фильма в виде проекции планет над Люблинским замком

15 декабря 2023 года «Мятежная Луна. Часть первая: Дитя огня» вышла в ограниченный прокат в четырёх крупных городах: Лос-Анджелесе (Egyptian Theatre), Нью-Йорке (Paris Theater), Торонто (TIFF Lightbox) и Лондоне (Prince Charles Cinema), а 22 декабря фильм вышел на Netflix.
Ещё до премьеры Снайдер заявил о планах на создание расширенных версий обеих картин с рейтингом «R» (в России — «18+»). По его словам, данный вариант проекта «гораздо более брутальный. Более причудливый. В духе [Пола] Верховена. Больше „Робокоп“ [1987], чем вы думаете. В том смысле, что он использует насилие в качестве ещё одного персонажа. И в нём много секса и научно-фантастической фантазии». Режиссёрские версии обеих частей дилогии вышли на Netflix 2 августа 2024 года. Первая лента получила название «Мяте́жная Луна́. Глава́ пе́рвая: Ча́ша кро́ви» (англ. Rebel Moon — Chapter One: Chalice of Blood), а её хронометраж составил 204 минуты.

## Восприятие

### Отзывы критиков
По данным агрегатора Rotten Tomatoes, 
22 % из 182 обзоров были положительными, со средней оценкой 4,2 из 10. Сайт обобщает мнения критиков так: «„Мятежная Луна. Часть первая: Дитя огня“ показывает, что по части визуала Заку Снайдеру по-прежнему нет равных, но за красивой картинкой нельзя скрыть сюжет, состоящий из клише жанра научной фантастики». На сайте-агрегаторе Metacritic средневзвешенная оценка фильма составляет 31 балл из 100 на основе 40 рецензий, что соответствует критерию «в основном отрицательные отзывы». Российский агрегатор рецензий «Критиканство» присвоил фильму 42 балла из 100 на основе 24 рецензий.
Оуэн Глейберман в рецензии для Variety пишет: «Несмотря на то, что [„Мятежная Луна“] вполне смотрибельна, в её составе столько запчастей, что в конечном итоге она, вероятно, будет интересна только фанатам Снайдера». Журналистка The Independent Кларисса Лафри поставила фильму 1 звезду из 5, назвав его «проектом, наполненным худшими побуждениями режиссёра „Лиги справедливости Зака Снайдера“: хаотичными образами, некоторые из них пытаются шокировать, собранными в основном вокруг того, что хорошо выглядит в трейлере». Чарльз Брамеско из The Guardian поставил картине такую же оценку, написав следующее: «Итоговый продукт имеет лишь самые расплывчатые контуры амбиций, сниженных половинчатостью, что опускает его до уровня последней саги, где решается судьба вселенной». Саймон Абрамс в своём отзыве для сайта RogerEbert.com дал фильму 1 звезду из 4, охарактеризовав его как слишком похожий на «Звёздные войны» и «Семь самураев», слишком сильно полагающийся на визуальную составляющую и имеющий клишированных персонажей и темы.
Робби Коллин из The Daily Telegraph поставил ленте 2 звезды из 5, обратив внимание на её сходство с фильмом «Звёздные войны. Эпизод IV: Новая надежда»; по мнению критика, «первая половина снайдеровского диптиха… похожа скорее на хаотично разрисованную доску, нежели на полноценное кино, — в нём куча мясистых кадров, которые по отдельности выглядят неплохо, но вместе образуют донельзя унылое полотно». Обозреватель The Messenger Джордан Хоффман поставил фильму 4 балла из 10. «Если оценивать проект как космическую оперу, то у него нет ни размаха „Дюны“, ни ярких персонажей „Стражей Галактики“, ни безумия „Восхождения Юпитер“ или „Пятого элемента“, ни даже энергии „Звёздных войн“», — написал он. Лорен Коутс в обзоре для The A.V. Club пишет: «Хотя Снайдер изо всех сил старается придумать мрачную и захватывающую вселенную, „Мятежная Луна“ представляет собой вялую, бездушную отрыжку тропов, украденных из гораздо более внушительных картин».
Журналист United Press International Фред Топел отнёсся к фильму с меньшим негативом, назвав его «занимательной интерпретацией научной фантастики и стандартных сюжетных тропов через призму творчества Зака Снайдера». Дэниел Иган из South China Morning Post дал картине 3,5 звезды из 5 и написал: «Снайдер привнёс в проект сенсационное видение мира и мощный художественный стиль, способный покорить зрителей». Адам Грэм из The Detroit News поставил фильму оценку «B—». «К своей чести, фильм подчерпнул многое из обширной базы источников и, невзирая на свою вторичность, вышел довольно-таки смотрибельным. Его референтный характер позволяет идти простым путём; пусть зрителю и не кажется, что он смотрит нечто новое, он ощущает, что смотрит что-то знакомое», — написал он.
В своей рецензии для «Кинопоиска» Станислав Зельвенский похвалил операторскую работу, но раскритиковал актёрскую игру Софии Бутеллы и проблемы со сценарием; по его мнению, «Снайдер и его сценаристы не только не придумали ничего своего, но и не смогли нормально своровать у классиков: все элементы большого космического приключения вроде бы есть, но с места оно так и не двигается». Обозреватель портала GameMAG Вадим Съедин отметил, что сюжет, «с одной стороны, получился банальным и предсказуемым, а с другой — перегружен лишними персонажами, лирическими отступлениями ни о чём и хромающей логикой. […] Особенно много проблем вызывает местная проработка киновселенной, ибо в принципе непонятно, как она толком функционирует».
Журналист Collider Чейз Хатчинсон в обзоре режиссёрских версий дилогии заявил, что в них «нет ничего даже отдалённо связанного с глубиной или проработанным экшеном, и они не могут предложить ничего нового, кроме ещё почти двух часов хронометража». Обозреватель журнала «Мир фантастики» Алексей Гагинский отметил, что, несмотря на расширенный хронометраж, «никуда не делись главные недостатки: бесконечное слоу-мо, пафосные монологи, нераскрытые характеры картонных героев». Зоша Миллман из Polygon, напротив, отметила, что «Чаша крови» вышла лучше «Дитяти огня», и написала: «В конечном итоге в „Чаше крови“ заложено куда больше почвы для будущих проектов, чем в „Проклятии прощения“, но даже больший хронометраж и обилие дополнительных сцен не создают ощущение, что Снайдер берёт на себя слишком много».

### Просмотры
За первые три дня с момента премьеры на Netflix фильм собрал 23,9 млн просмотров, став самым популярным англоязычным фильмом на сервисе на неделе с 18 по 24 декабря. Это второй подобный результат для Снайдера (первый — «Армия мертвецов» в 2021 году) и девятый лучший старт среди оригинальных фильмов Netflix в 2023 году. В течение всей следующей недели лента удерживала первое место, собрав 34 млн просмотров. Через неделю она собрала ещё 11,1 млн просмотров, сместившись на второе место; на четвёртой неделе с момента релиза фильм оказался десятым в списке, а общее число просмотров достигло отметки в 72,9 млн. В 2024 году на неделе с 15 по 21 апреля «Дитя огня» вернулось в первую десятку, собрав 5,5 млн просмотров и оказавшись на пятом месте. На следующей неделе, собрав ещё 6 млн просмотров, фильм поднялся на четвёртую позицию. По данным Netflix, «Дитя огня» собрало 57,8 млн просмотров в период с 21 по 31 декабря 2023 года, 54,2 млн — с 1 января по 30 июня 2024 года и 11,1 млн — с 1 июля по 31 декабря того же года. В то же время режиссёрской версии в период со 2 августа по 31 декабря удалось собрать 7,6 млн просмотров.

### Награды и номинации
| Награда                               | Дата церемонии вручения | Категория                                 | Получатель (-и)              | Результат | Прим.         |
| ------------------------------------- | ----------------------- | ----------------------------------------- | ---------------------------- | --------- | ------------- |
| Artios Awards                         | 7 марта 2024            | «Дух времени»                             | Кристи Карлсон, Жанетт Бензи | Номинация | [ 81 ] [ 82 ] |
| Премия Гильдии художников по костюмам | 21 февраля 2024         | «Лучшая работа художника по костюмам»     | Джейсон Пастрана             | Победа    | [ 83 ] [ 84 ] |
| Премия Гильдии художников по костюмам | 21 февраля 2024         | «Лучший дизайн костюмов в фэнтези-фильме» | Стефани Портер               | Номинация | [ 83 ] [ 84 ] |

## Франшиза
Зак Снайдер заявил о намерении сделать «Мятежную Луну» «большой интеллектуальной собственностью и вселенной, открытой для расширения». Однако в мае 2025 года на фоне прохладного приёма дилогии Курт Джонстад заявил, что реализовать эти планы «поможет только чудо».

### Продолжения
Снайдер задумывал «Мятежную Луну» как франшизу, начинающуюся с двухсерийного фильма; обе его части снимались параллельно. В августе 2023 года Netflix подтвердил название продолжения — «Мятежная Луна. Часть вторая: Оставляющая шрамы»; его премьера состоялась 19 апреля 2024 года. По состоянию на декабрь 2023 года продолжался процесс разработки новых проектов и велась работа над сценарием третьей части. Снайдер заявлял, что фильм станет первым в трилогии и что за ним последует «трилогия сиквелов», отчего общее количество лент будет равно четырём или пяти. В апреле 2024 года Джонстад подтвердил, что, хотя изначально это должна была быть трилогия, «Мятежная Луна» будет состоять из шести частей; сюжет каждого первоначально задуманного проекта также будет разделён на две части. Сценарист также отметил, что работа над третьей и четвёртой частями завершена, а Снайдер уже работает над третьим фильмом. В тот же день режиссёр добавил, что всего фильмов в серии будет четыре либо шесть в зависимости от того, будут ли вторая и третья картины разделены надвое, как первая.

### Игры
На Gamescom в августе 2023 года Снайдер объявил, что студия Super Evil Megacorp разрабатывает кооперативную игру для четырёх игроков эксклюзивно для платформы Netflix Games. Её проект под названием Blood Line: A Rebel Moon Game должен выйти в 2025 году. В сентябре 2023 года компания Evil Genius Games подала в суд на Netflix из-за расторжения контракта, позволявшего им разрабатывать настольную ролевую игру во вселенной «Мятежной Луны».
В апреле 2024 года, одновременно с релизом «Оставляющей шрамы», компания Sandbox VR представила на своих точках в Лондоне игру для устройств виртуальной реальности под названием Rebel Moon: The Descent. В январе 2025 года игра стала доступна во всех странах, где Sandbox VR работает. Проект позволяет игрокам стать членом сопротивления и вступить в бой с войсками Праматери на планете Даггус.

### Комиксы
В январе 2024 года издательством Titan Comics был издан комикс-приквел из четырёх выпусков под названием Rebel Moon: House of the Bloodaxe, автором которого является Мэгдалин Визаджио, а художником — Кларк Бинт. Сюжет разворачивается за пять лет до событий фильма и рассказывает историю Девры и Дарриана Бладэкс.
В апреле 2025 года появилась информация о выходе ещё одного комикса-приквела — Rebel Moon: Nemesis от автора Гейл Симон и художника Федерико Бертони, рассказывающего историю Немезиды. Первый выпуск вышел в июле.

### Подкаст
29 июля 2024 года вышли первые шесть эпизодов художественного подкаста The Seneschal: A Rebel Moon Story по сценарию Мэгдалин Визаджио с Эллой Пернелл, Навином Эндрюсом, Альфредом Энохом, Питером Серафиновичем и Джейсоном Айзексом в главных ролях. Его события разворачиваются за 500 лет до событий фильма, в центре истории — первый робот Джимми и супруги Эдвин и Райна с планеты Саалдоран, создавшие его для безумного короля.

### Прочее
По состоянию на март 2023 года в разработке находились компьютерная ролевая игра, короткометражный мультфильм и графический роман по вселенной «Мятежной Луны». Короткометражка расскажет историю Кали, «таинственных фигур», служащих источником энергии для «самых опасных технологий» Праматери. В июле того же года Снайдер заявил о планах на создание сериала о Балисарии. В ноябре состоялся анонс ещё нескольких проектов, события которых хронологически происходят до событий фильмов, — вышеупомянутого подкаста, видеокомикса и мультсериала. 26 декабря 2023 года издательство Titan Books выпустило новеллизацию фильма, основанную на его режиссёрской версии, за авторством В. Кастро.